# 2022年3月

## 3月2日
- 缅甸军政府宣布赦免多位反对派人士，包括白英·他空。[1]
- 俄罗斯联邦通信、信息技术和大众传媒监督局批评俄语维基百科记载俄罗斯入侵乌克兰的条目完全错误，表示将屏蔽该网站[2]。当局已以“散播假消息”为由封锁BBC新闻、美国之音、德国之声及自由欧洲电台／自由电台等西方媒体网站。[3]
- 聯合國大會緊急特別會議表決通過第ES-11/1號決議，譴責俄羅斯對烏克蘭的侵略。[4]
- 美國電子遊戲暨軟體開發公司Epic Games宣布收購獨立音樂發行平臺Bandcamp[5]。

## 3月3日
- 台湾高雄興達發電廠开关场事故引发全臺大停電。[6]
- 国际奥林匹克委员会正式禁止俄罗斯和白俄罗斯参加即将举行的北京冬残奥会[7]。

## 3月4日
- 2022年冬季残疾人奥林匹克运动会开幕式在北京国家体育场举行。[8]
- 巴基斯坦西北部开伯尔-普什图省白沙瓦市发生自杀式爆炸，造成至少63人死亡，196人受伤，ISIS-K宣称对此负责。[9][10]

## 3月6日
- 俄罗斯国防部发言人伊戈尔·科纳申科夫称，乌克兰的生物实验室在俄军攻入乌克兰当天根据烏克蘭衛生部的指示紧急销毁了危险病原体。[11]

## 3月9日
- 海洋考古團隊在南極洲海底發現探險家遠征團隊的探險船堅忍號[12]。
- 國民力量候選人尹錫悅在2022年總統選舉中擊敗李在明和沈相奵，當選新任總統，將於5月10日宣誓就職。[13]
- 美国否认俄罗斯对美方“在乌克兰开展生物武器实验”的指控。[14]
- 香港天文台料今年5至8個熱帶氣旋襲港，風季或10月後結束，氣溫或偏高。[15]

## 3月10日
- 美國國家航空暨太空總署獲得聯邦政府5億美元的撥款，用於製作羅曼太空望遠鏡。[16]

## 3月11日
- 中国十三届全国人大五次会议闭幕。[17]
- YouTube宣布封杀今日俄罗斯、俄罗斯卫星通讯社等俄罗斯国营媒体频道[18]。
- 智利左派當選人加夫列爾·博里奇在國會宣誓就任智利總統，也是智利歷史上最年輕的總統[19]。

## 3月12日
- 馬來西亞柔佛州舉辦州選舉，結果國陣以40席勝出，獲三分之二之議席[20]。

## 3月13日
- 2022年冬季帕拉林匹克运动会闭幕式在北京国家体育场举行。[21]
- 紐西蘭導演珍·康萍執導的《犬山記》在第75屆英國電影學院獎贏得最佳影片和最佳導演獎項。[22]

## 3月14日
- 受俄烏局勢持續緊張及內地疫情升溫及深圳市封城影響，科技股及中概股急挫拖累，博彩股沽壓顯著，恆指一度跌831.71點，失守20,000點，低見19,722.08點，創2016年6月以來新低 [23]，下午開市更加趨跌趨急，跌超過1100點。
- 朝鮮民主主義人民共和國政府在未通報大韓民國政府的情況之下，拆除由韓方現代峨山集團運營的海金剛酒店。[24]
- 和荷蘭就馬來西亞航空17號班機遭擊落一事，共同在國際民用航空組織提告俄羅斯。[25]
- 英國最高法院駁回維基解密創辦人拒絕引渡至美國受審提出的上訴。[26]

## 3月15日
- 恆指連續第二日下跌，恆指開市一度跌逾900點，失守19,000點關口[27]，中午收市仍然跌超過580點。[28] 恆指下午跌勢加劇，跌超過1200點，再創逾六年低位，代表港股已正式步入金融海嘯。
- 土库曼斯坦现任总统库尔班古力·别尔德穆哈梅多夫之子暨副总理谢尔达尔·别尔德穆哈梅多夫在周六举行的總統選舉中当选新一任总统。[29][30]
- 中央廣播電視總台3·15晚會揭露食品公司康師傅商品「老罈酸菜」使用的酸菜來自湖南插旗菜業有限公司製作的土坑酸菜，醃製過程包括工人光著腳踩、添加2~10倍防腐劑。[31]

## 3月16日
- 俄烏戰事踏入第21日。據聯合國最新數據，目前烏克蘭（包括頓巴斯地區）已有至少691名平民死亡、1,143受傷 。惟烏方確認單在馬里烏波爾，迄今已有最少有2,500人身亡；聯合國稱逃離烏克蘭的難民人數最少有300萬。而歐洲委員會將取消俄羅斯成員資格，俄羅斯表明退出。[32]
- 恆指連跌兩日後，反彈逾1700點，重上20,000點關口[33]。
- 据日本气象厅测定，日本福岛县近海发生矩震级7.4级地震，引发海啸警报，部分地区电力中断[34]。
- 在俄羅斯籍和中國籍法官反對下，國際法院以13票比2票裁定俄羅斯應停止對烏克蘭的軍事行動。[35]

## 3月17日
- 港股連升兩日，恆指重上21,000點大關，並以全日最高位21,501.23點收市，大升1,413.73點，成交3009億[36]。
- 宏都拉斯最高法院同意美國紐約南區聯邦地區法院針對前總統胡安·奧蘭多·葉南德茲提出的引渡要求。[37]
- 前保加利亞總理博伊科·鮑里索夫及所屬歐洲發展公民黨幾名成員因涉嫌濫用歐洲聯盟補助遭到拘押。[38]

## 3月18日
- 香港第五波疫情突破超過100萬個案，新增20082宗確診，增259人亡。[39]
- 巴西最高法院大法官亚历山大·德·莫赖斯下令封锁Telegram，理由是该平台未遵守当局命令删除虚假信息。[40]Telegram其后按照法庭命令清理了被指发布假消息、支持总统雅伊尔·博索纳罗的账号，当局解除封锁。[41]
- 位于土耳其达达尼尔海峡的1915恰纳卡莱大桥正式开通，取代日本的明石海峡大桥成为世界最长的悬索桥。[42]
- 氣旋貢貝襲擊非洲東南部的馬達加斯加、莫三比克、馬拉威地區，造成至少62人死亡。[43]
- 因2021年的骚乱，所罗门群岛与中国讨论签署警务合作备忘录。内容表示所罗门群岛可以在维持秩序、救灾等方面请求中国的援助。[44]
- 纪念俄罗斯入侵克里米亚的大型政治集会“为了一个没有纳粹主义的世界”在俄罗斯首都莫斯科卢日尼基体育场举行。[45]

## 3月19日
- 台灣南投縣深夜11點23分發生芮氏規模5.1有感地震，最大震度4級[46]。
- 葡萄牙聖佐日島48小時內發生大約1100次地震，維拉斯市市長簽屬啟動緊急計畫文件。[47]

## 3月20日
- 大韓民國候任總統尹錫悅宣布將總統辦公室從青瓦台搬遷到距離約6公里外的國防部大樓。[48]
- 烏克蘭總統澤倫斯基簽屬命令將全國電視頻道合併成一個平台。[49]

## 3月21日
- 搭載132名乘客的中国东方航空MU5735号班机在广西梧州坠机，机型为波音737-800，[50][51]导致机上132人全部死亡。[52]
- 斯里蘭卡因為印刷用紙耗盡又缺乏美元進口紙張物資，西部省教育廳決定學期考試無限期延後。[53]
- 馬紹爾群島總統戴維·卡布阿與訪問團乘坐飛機抵達臺灣進行國事訪問。[54]

## 3月22日
- 台湾东部海域凌晨接连发生地震，高达44次，其中最严重一次是在花莲东部，矩震级达6.6级。[55]
- 英國軍方指揮官宣稱正在訓練烏克蘭人民操作星光防空飛彈應對俄羅斯戰鬥機與飛行機。[56]

## 3月23日
- 歐洲氣象衛星開發組織決定撤銷俄羅斯用戶的許可證，並終止俄羅斯氣象機構的合作。[57]
- 美國數學家丹尼斯·蘇利文因為其在拓撲學的理論貢獻而獲得2022年阿貝爾獎。[58]
- 已經在世界排名首位連續114週的澳洲網球選手正式宣佈退役。[59]
- 索马里贝莱德文和亚丁·阿德国际机场发生多起袭击事件（英语：2022 Somalia attacks），造成至少48人死亡、108人受伤，索马里青年党声称对此负责 。[60][61]

## 3月24日
- 朝鮮勞動黨總書記金正恩親自監督發射的新型洲際彈道飛彈落入了北海道渡島半島以西150公里處的日本專屬經濟區水域。[62]

## 3月27日
- 第94届奥斯卡金像奖在美国洛杉矶杜比剧院举行，最佳影片由《健听女孩》获得，威尔·史密斯和杰西卡·查斯坦分别获得最佳男主角和最佳女主角[63]。

## 3月28日
- 马耳他总理罗伯特·阿贝拉领衔的执政党工党赢得2022年马耳他大选。[64]
- 俄羅斯最大獨立報紙《新報》因為入侵烏克蘭的報導遭監管機構警告，宣布暫停發行。

## 3月29日
- 因所罗门群岛与中国准备签署警务合作备忘录，澳大利亚和新西兰表示强烈反对并担忧。所罗门群岛总理玛拿西·索加瓦雷则表示坚决捍卫该国寻求与中国达成安全协议的权利。[65][66][67][68]
- 非洲中部国家刚果民主共和国正式加入区域性国际组织东非共同体，共计7个成员国[69][70]。

## 3月30日
- 美国计算机科学家杰克·唐加拉因在数值算法和库方面的开创性贡献获得2021年图灵奖。[71]
- 突尼西亞總統凱斯·賽義德宣布解散由復興運動掌控的國民代表大會[72]。
- 美國太空總署宣布發現距地球129億光年的已知最遠恆星個體WHL0137-LS。[73]

## 3月31日
- 第三次阿富汗邻国外长会议在中国安徽省屯溪举行[74]。
- 在阿联酋迪拜举行的2020年世界博览会正式闭幕[75]。
- 以出演系列聞名的美國演員，因為確診罹患失語症而決定終止演藝生涯[76]。